# Bantam club français
Pour les articles homonymes, voir Bantam et BCF.
Le Bantam club français (aussi connu sous le sigle BCF), est une association à but non lucratif créée en 1899 regroupant les éleveurs de races de coqs et poules naines. Elle est affiliée à la  Société centrale d'aviculture de France (SCAF).

## But de l'association
Le but du Bantam Club Français est de promouvoir et diffuser les races de poules françaises et étrangères naines reconnues par le standard officiel de l'association, par le biais d'expositions et concours régionaux et nationaux, du Salon international de l'agriculture, ainsi que par la publication d'une revue et les bagues de concours.
Il regroupe également des sections spécialisés de races (ex : section Pictave rassemblant les éleveurs de poules de race Pictave) afin de mettre en contact les éleveurs sélectionneurs amateurs et ainsi diffuser et promouvoir le patrimoine et la diversité génétique des cheptels.
Il entretient également des liens avec diverses associations au niveau européen et mondial, pour renseigner les adhérents sur ce qui se passe dans le monde dans leur domaine, notamment la Fédération Française de Volailles (FFV).
Son site Internet permet de s'informer sur le club, la composition du CA, ses championnats régionaux et de France, le bulletin d'adhésion ainsi que les actualités du club.

## Publications officielles
- La Bantam revue, revue destinée aux adhérents du Bantam Club Français. Elle comporte des articles sur les techniques d'élevage, la sélection des races et variétés de poules naines, la génétique ainsi que des astuces pour mener à bien son propre élevage. Elle paraît 4 fois par an (aux mois de mars, juin, septembre et décembre) en version papier. Un vrai lien technique entre les membres du club! Pour la recevoir, il suffit d'adhérer au Bantam Club Français en complétant le bulletin d'adhésion disponible sur le site Internet.
- auparavant: Le standard officiel des poules naines, maintenant le standard des poules naines est inclus dans celui du standard des volailles, édité par la SCAF.